# Gustave Delisle
Gustave Delisle, né le 2 janvier 1879 et mort le 26 mars 1937 à Chicoutimi, est un homme politique québécois.